# Jacques Villeré

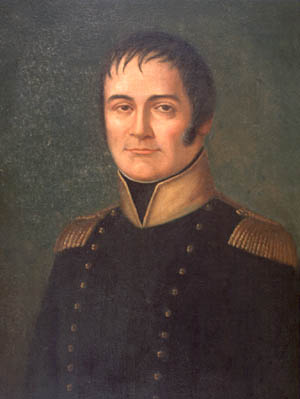
Jacques Villeré

Jacques Philippe Villeré, född 28 april 1761 i Côte des Allemands (i nuvarande Saint John the Baptist Parish), Franska Louisiana, död 7 mars 1830 i Saint Bernard Parish, Louisiana, var en fransk-amerikansk politiker. Plantageägaren Villeré var den första kreolpolitikern som innehade guvernörsämbetet i Louisiana mellan 1816 och 1820.
Villeré deltog i 1812 års krig och förlorade det första guvernörsvalet mot William C.C. Claiborne. Efter en knapp seger i det andra guvernörsvalet tillträdde Villeré 1816 som guvernör. Eftersom företrädaren kom ursprungligen från Virginia, var Villeré den första ämbetsinnehavaren i delstaten Louisiana som var född i Louisiana. Han hade 1803 tillhört staben av kolonialguvernören Pierre-Clément de Laussat och hjälpt övergången från franskt till amerikanskt styre. Under Villerés ämbetsperiod blev Louisianas lagstiftning mera tillgänglig för invånarna i och med att lagarna publicerades både på engelska och på franska.
Villeré var demokrat-republikan under sin mandatperiod som guvernör. Senare gick han med i Nationalrepublikanska partiet. Han kandiderade även i guvernörsvalet 1824 utan framgång. Den främsta politiska konflikten i tidiga val i delstaten Louisiana utspelades mellan de franskspråkiga och de engelskspråkiga. Villeré fungerade som en förmedlare i relationer mellan språkgrupperna.